# Monilinia ledi
Monilinia ledi är en svampart som tillhör divisionen sporsäcksvampar, och som först beskrevs av Sergei Gavrilovich Navashin, och fick sitt nu gällande namn av Herbert Hice Whetzel. Monilinia ledi ingår i släktet Monilinia, och familjen Sclerotiniaceae. Arten är reproducerande i Sverige.